# Letti Tendaguru
I Letti Tendaguru (o Formazione Tendaguru) sono una formazione altamente fossilifera e Lagerstätte della Tanzania sud-orientale. La formazione rappresenta l'unità sedimentaria più antica del Bacino di Mandawa, sovrastante un Basamento neoproterozoico, che si separa da una Discordanza angolare. La formazione raggiunge uno spessore sedimentario di oltre 110 metri. La formazione varia dal tardo Giurassico medio all'inizio del primo Cretaceo, dall'Oxfordiano all'Hauteriviano, con la base della formazione che si estende al Calloviano.
La Formazione Tendaguru è suddivisa in sei membri. La successione comprende una sequenza di arenaria, shale, siltiti, conglomerati con calcari oolitici minori , depositati in un ambiente marino generalmente superficiale a pianura costiera, caratterizzato da un'influenza delle maree, fluviale e lacustre. Il clima del tardo giurassico e del primo cretaceo era semi-arido con precipitazioni stagionali; le ricostruzioni paleogeografiche mostrano che l'area di Tendaguru era situata nell'emisfero subtropicale meridionale durante il tardo giurassico.
La Formazione Tendaguru è considerata il più ricco strato del tardo Giurassico africano. La formazione ha fornito una vasta gamma di fossili di diversi gruppi; primi mammiferi, diversi generi di dinosauri, crocodilomorfi, anfibi, pesci, invertebrati e flora. Più di 250 tonnellate di vario materiale fu spedito in Germania durante i primi scavi nei primi anni del XX secolo. L'insieme della fauna fossile di Tendaguru è simile alla Formazione Morrison negli Stati Uniti, con un'ulteriore fauna marina non presente nella Morrison.

## Descrizione
La Formazione Tendaguru rappresenta la più antica unità sedimentaria nel Bacino di Mandawa, sovrastante direttamente un Basamento neoproterozoico costituito da Gneiss. La formazione è sovrastata da sedimenti tardivi del primo Cretaceo dalla Formazione Makonde, che formano cime di numerosi altipiani; Namunda, Rondo, Noto e Likonde-Kitale. 
Sulla base di estese osservazioni geologiche e paleontologiche, i Tendaguruschichten (Letti Tendaguru) furono così definiti da Werner Janensch (leader della spedizione) ed Edwin Hennig nel 1914 per definire una sequenza di strati dal tardo Giurassico ai primi del Cretaceo, esposti nell'area di Tendaguru e che prende il nome dalla collina Tendaguru.

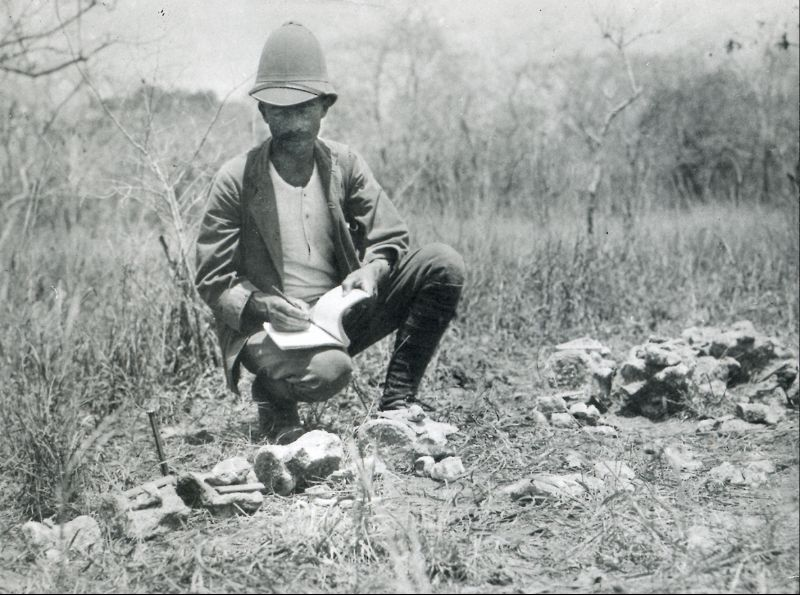
Werner Janensch presso Tendaguru.

## Fauna fossile rinvenuta
Di seguito si ricorda una parte della svariata fauna fossile rinvenuta presso Tendaguru, come:

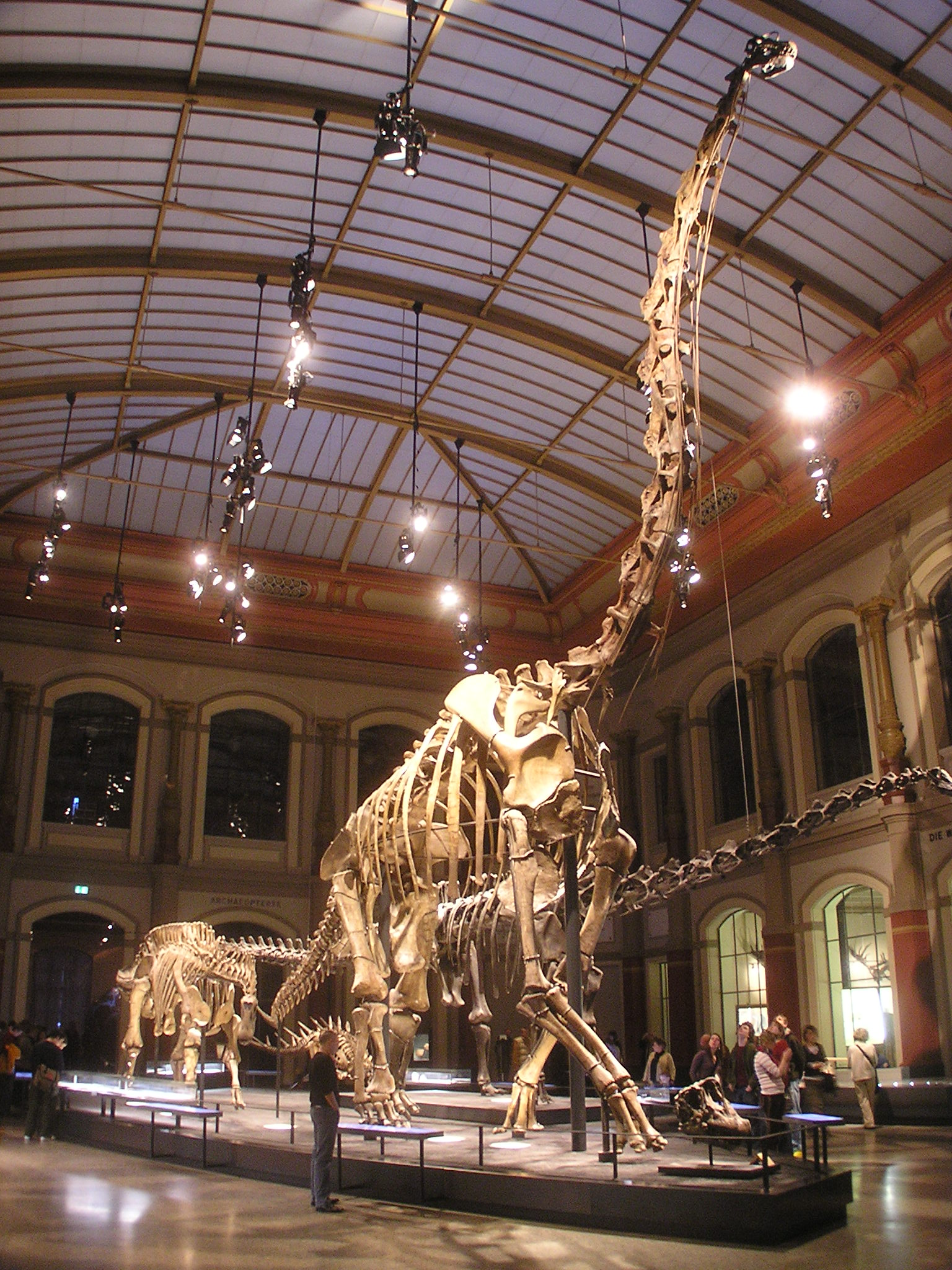
Scheletro di Giraffatitan brancai, rinvenuto a Tendaguru ed oggi esposto al Museo di storia naturale di Berlino.

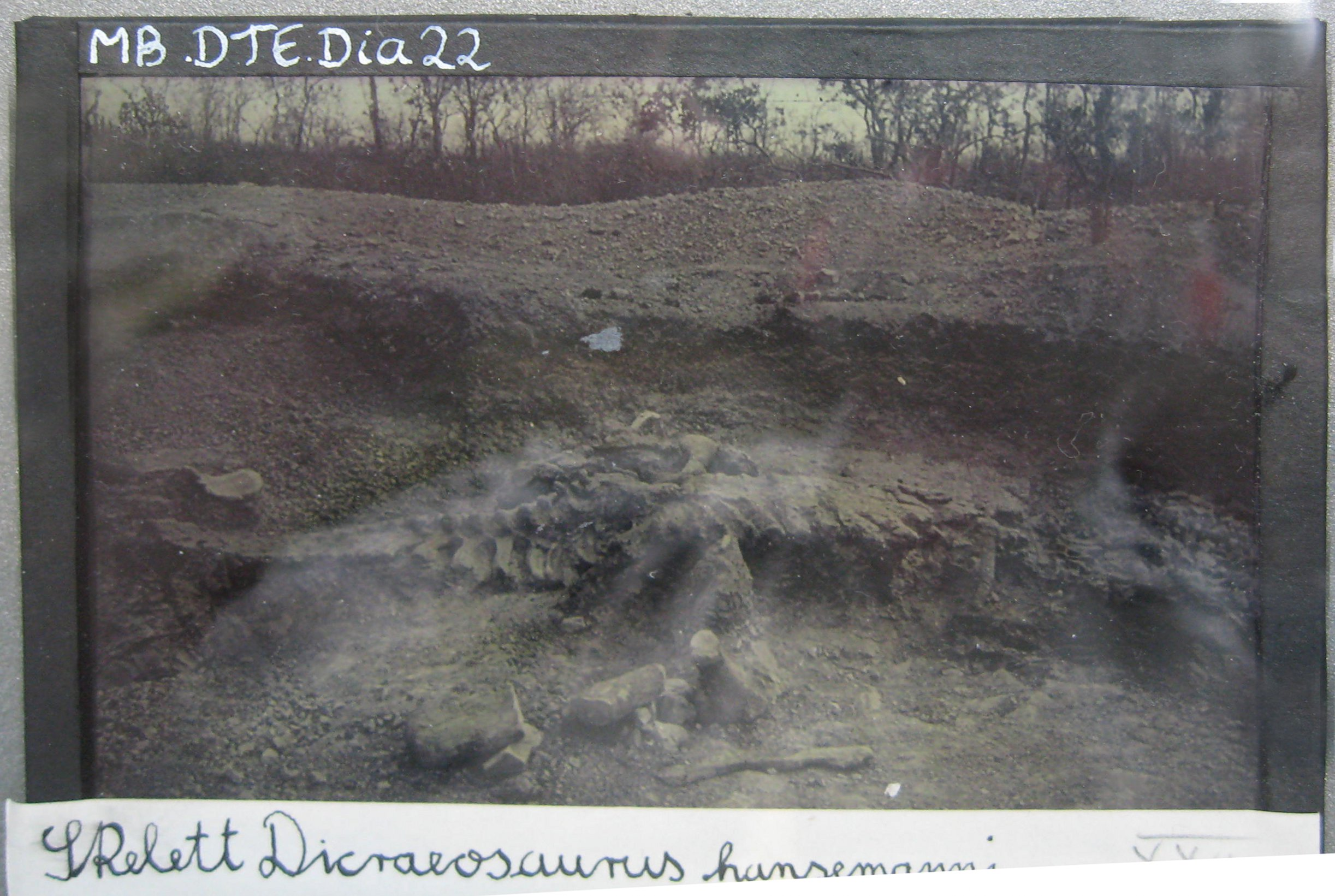
Scheletro di Dicraeosaurus hansemanni, rinvenuto a Tendaguru.

- Mammiferi
  - Brancatherulum
- Pterosauri
  - Pterodactylus
  - Rhamphorhynchus
- Ornitischi
  - Dysalotosaurus
  - Kentrosaurus
- Sauropodi
  - Dicraeosaurus
  - Giraffatitan
  - Brachiosaurus

- Teropodi
  - Ceratosaurus
  - Allosaurus
  - Megalosaurus